# أليكس فيليبي
أليكس فيليبي (بالبرتغالية: Alex Felipe‏) هو لاعب كرة قدم برازيلي، ولد في 23 أبريل 1993 في ساو باولو في البرازيل.